# Jean Marcel Honoré
Jean Marcel Honoré (Saint-Brice-en-Coglès, 13 augustus 1920 – Tours, 28 februari 2013) was een Frans geestelijke en een kardinaal van de rooms-katholieke kerk.
Honoré werd op 29 juni 1943 tot priester gewijd. Hij werd op 24 oktober 1972 benoemd tot bisschop van Évreux; zijn bisschopswijding vond plaats op 17 december 1972. Op 13 augustus 1981 werd hij benoemd tot aartsbisschop van Tours.
Honoré ging op 22 juli 1997 met emeritaat.
Tijdens het consistorie van 21 februari 2001 werd Honoré door paus Johannes Paulus II  kardinaal gecreëerd, met de rang van kardinaal-priester. Zijn titelkerk werd de Santa Maria della Salute a Primavalle. Tijdens het conclaaf van 2005 was hij niet stemgerechtigd vanwege het overschrijden van de leeftijdsgrens.
- Biblioteca Nacional de España: XX862965
- Bibliothèque nationale de France: cb119077056 (data)
- Gemeinsame Normdatei: 132233878
- International Standard Name Identifier: 0000 0001 0873 4349
- Library of Congress Control Number: n86096590
- Nationale Bibliotheek van Tsjechië: jx20080930049
- Nederlandse Thesaurus van Auteursnamen: 073032395
- Istituto Centrale per il Catalogo Unico: SBLV161082
- Système universitaire de documentation: 02692417X
- Virtual International Authority File: 15925686
- WorldCat: E39PBJmP6M867VwqVPbBCFGJXd